# مرز همگرا

همگرایی پوسته اقیانوسی و پوسته قاره‌ای

همگرایی دو پوسته قاره‌ای

همگرایی دو پوسته اقیانوسی

مرز همگرا یکی از سه مرز زمین‌ساختی است. مرز همگرا وقتی رخ می‌دهد که دو دو بشقاب زمین‌ساخت به هم نزدیک شوند.
در این صورت دو صفحه به یک‌دیگر برخورد می‌کنند. در برخورد دو سنگ‌کرهٔ اقیانوسی، صفحه‌ای که قدیمی‌تر است، غرق می‌شود که سردتر و چگال‌تر است. این صفحه زیر صفحهٔ دیگر فرومی‌رود و یک گودال (مانند درازگودال ماریانا) و آتشفشان شکل می‌گیرد. در برخورد یک سنگ‌کرهٔ اقیانوسی و قاره‌ای، سنگ‌کرهٔ چگال‌تر (اقیانوسی) زیر سنگ‌کرهٔ قارهای فرومی‌رود. در این برخورد، گودال، زمین‌لرزه‌های ویران‌کننده ایجاد می‌شود و گدازه به سمت بالای کوه می‌آید که قوس آتشفشانی را به وجود می‌آورد. همین‌طور کوه‌ها بالا می‌آیند. در برخورد دو سنگ‌کرهٔ قاره‌ای، به دلیل نسبتاً سبک‌بودن سنگ‌های قاره‌ای و ایستادگی در برابر حرکت رو به پایین، هیچ‌کدام زیر دیگری فرونمی‌روند. اما پوسته به چین خوردن تمایل پیدا می‌کند و سمت بالا یا کنار را تحت فشار قرار می‌دهد.

## نگارخانه

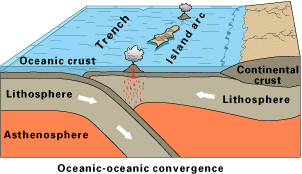
برخورد دو سنگ‌کرهٔ اقیانوسی
برخورد دو سنگ‌کرهٔ اقیانوسی و قاره‌ای
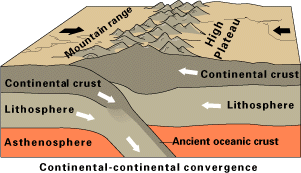
برخورد دو سنگ‌کرهٔ قاره‌ای